# Otto Silfverschiöld
Otto Baltzar Arvid Silfverschiöld (i riksdagen kallad Silfverschiöld i Koberg), född den 24 maj 1871 i Tölö socken i Hallands län, död den 31 oktober 1951 i Lagmansereds församling i Älvsborgs län, var en svensk friherre, militär, hovman och riksdagsman. Han tillhörde den friherrliga ätten Silfverschiöld. Han innehade från 1892 fideikommissegendomarna Kobergs slott i Lagmansereds socken, Stora Alvhem i Skepplanda socken, Gåsevadholms slott i Tölö socken och Dal i Fjärås socken. Otto Silfverschiöld var författaren Brita von Horns svåger.

## Biografi
Silfverschiöld tog mogenhetsexamen 1891. 1893 tog han officersexamen och blev underlöjtnant vid Livregementets husarer samma år. 1900 blev han löjtnant och var i regementets reserv från 1902, men tog 1911 avsked. Han ägnade sig sedan åt skötseln av sina stora fideikommissegendomar Koberg och Stora Alvhem, bägge i dåvarande Älvsborgs län, samt Gåsevadholm i Hallands län. Han var landstingsman för Älvsborgs läns landsting 1900–1938 och landstingets vice ordförande 1922–1926, ordförande 1927–1938. Han blev 1919 ledamot av Lantbruksakademien och 1920 ordförande i Älvsborgs läns skogsvårdsstyrelse. Han vidare överstekammarjunkare hos Gustaf V 1937.

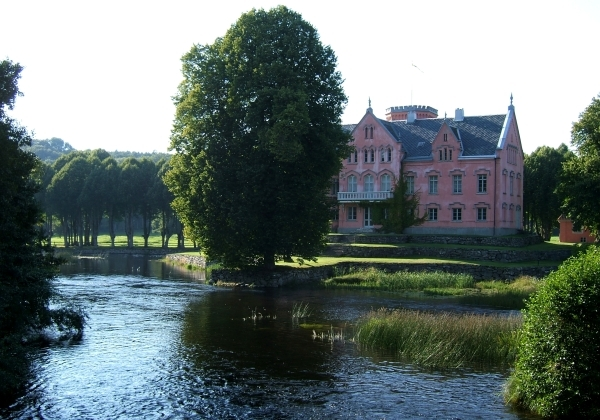
Gåsevadholms slott, som Silfverschiöld ägde från 1892.

### Riksdagsman
Silfverschiöld var ledamot av riksdagens andra kammare 1906–1908 invald i Flundre, Väne och Bjärke domsagas valkrets, tillhörde sedan första kammaren för Älvsborgs läns valkrets från 1908 till och med lagtima riksdagen 1919 och var från 1922 åter ledamot av andra kammaren, nu invald i Älvsborgs läns norra valkrets. Han var 1910–1918 och från 1922 suppleant i jordbruksutskottet, där han 1919 var ordinarie ledamot. Partipolitiskt tillhörde han 1906 till 1908 lantmannapartiet, 1909 Första kammarens protektionistiska parti, 1910 till 1911 det förenade högerpartiet, 1912 till 1919 Första kammarens nationella parti och slutligen från 1922 till 1924 för Lantmanna- och borgarpartiet.

### Familj
Otto Silfverschiöld var son till kabinettskammarherren och riksdagsmannen Carl Otto Silfverschiöld och Christina Gustava Fredrika von Meijerhelm samt brorson till Nils August Silfverschiöld. Silfverschiöld var från 1896 gift med Ingeborg Helena Charlotte Florence Elisabeth von Horn (född 1873 i Sorunda församling, död 1953 i Lagmansereds församling), dotter till kammarherren Henning von Horn och friherrinnan Florence Charlote Lucie Bonde. Paret Silfverschiöld fick fyra barn: 
- Ingeborg, född 1897
- Carl-Otto, född 1899
- Margareta, född 1904, gift med Sven Allard
- Elsa, född 1910

## Utmärkelser
- Konung Gustaf V:s jubileumsminnestecken med anledning av 90-årsdagen, 1948.[2]
- Konung Gustaf V:s jubileumsminnestecken med anledning av 70-årsdagen, 1928.[2]
- Kommendör med stora korset av Nordstjärneorden, 6 juni 1940.[3]
- Kommendör av första klassen av Vasaorden, 5 juni 1937.[4]